# 韦利堪角
韦利堪角（俄语：Мыс Великан）或木远岬（日语：／）是萨哈林岛东南部的海角，属科尔萨科夫区。向南12.5公里是格罗兹内角，向南29公里是梅纳普齐角，向北9公里是热列兹内角，向北25公里是斯沃博德内角，向西15公里是大瓦瓦伊斯科耶湖。
海角旁边是保护区，禁止狩猎、捕鱼、采集标本和砍伐树木。由克德罗夫卡河延伸到海角以南120米的海滩上。稀有的物种有 Juniperus sargentii、九眼独活和云杉-冷杉林。

## 图集

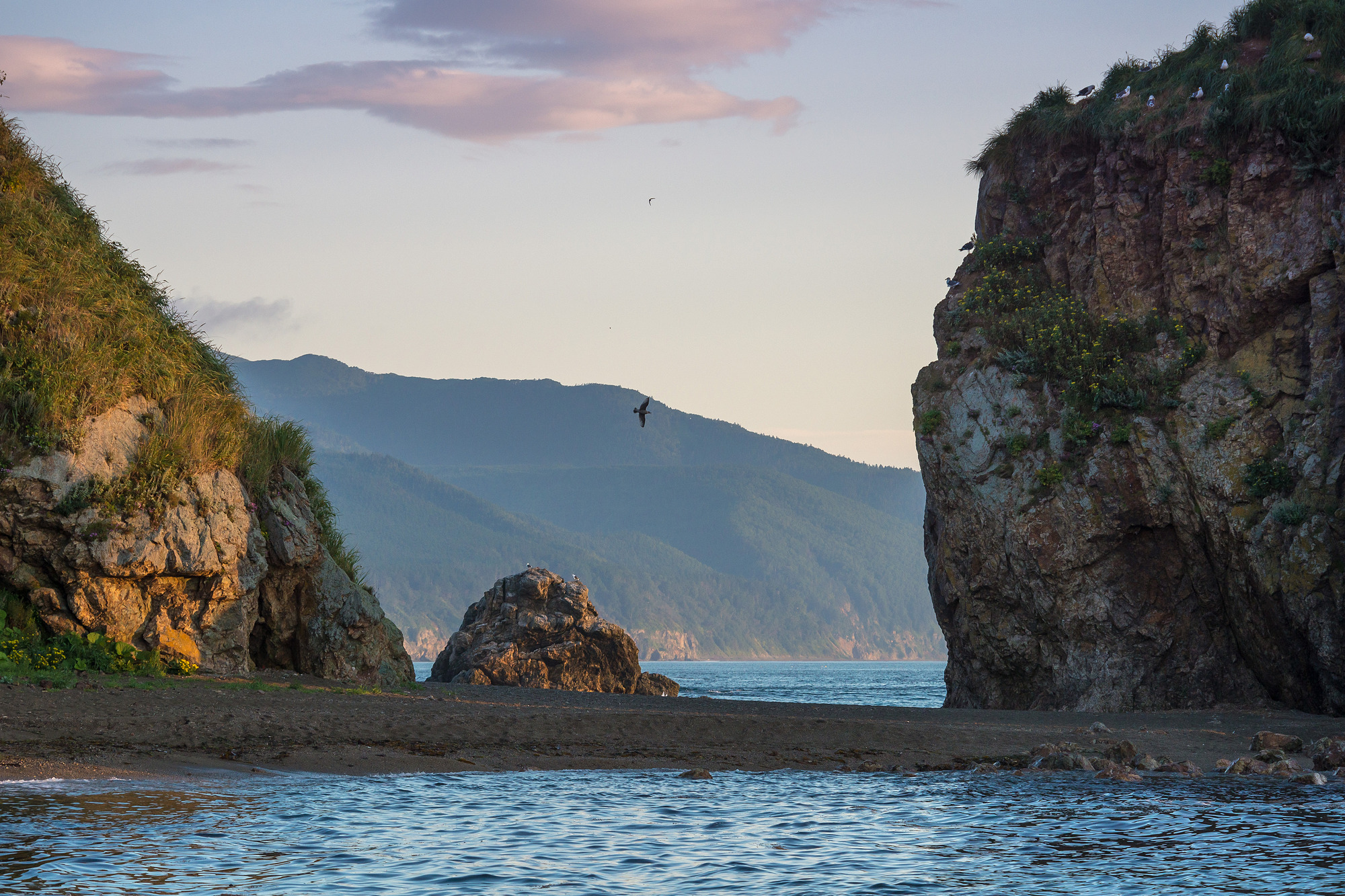
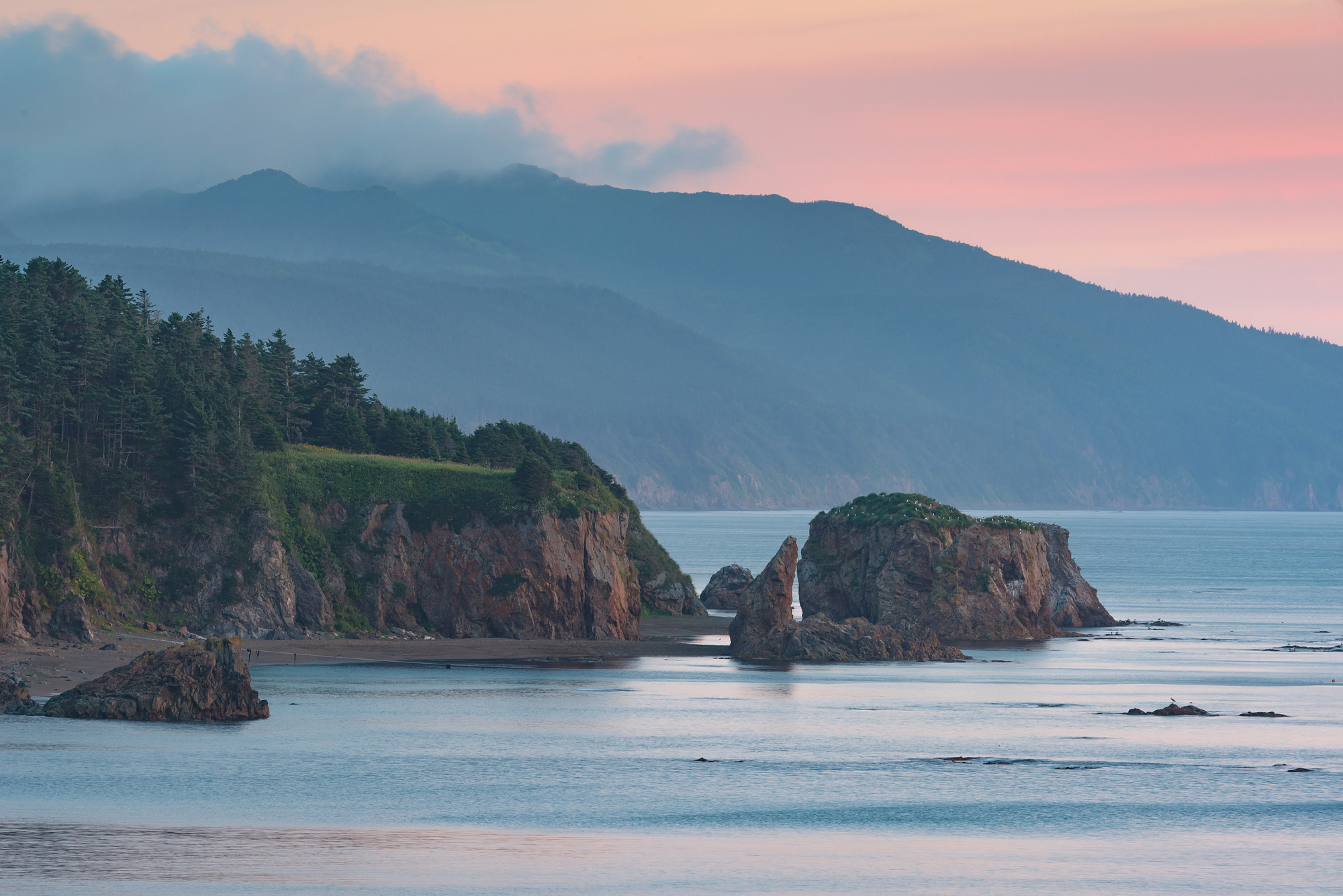

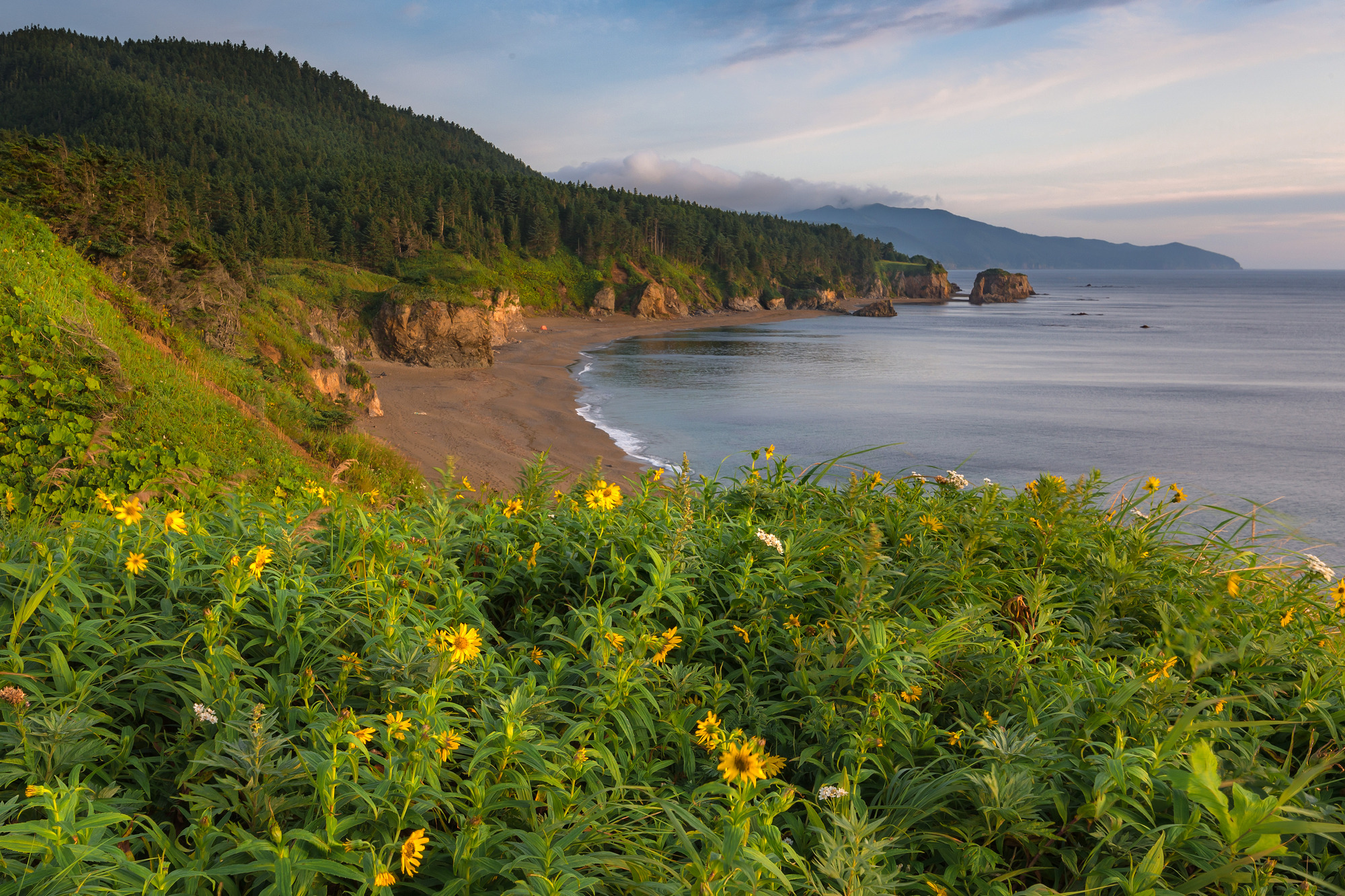
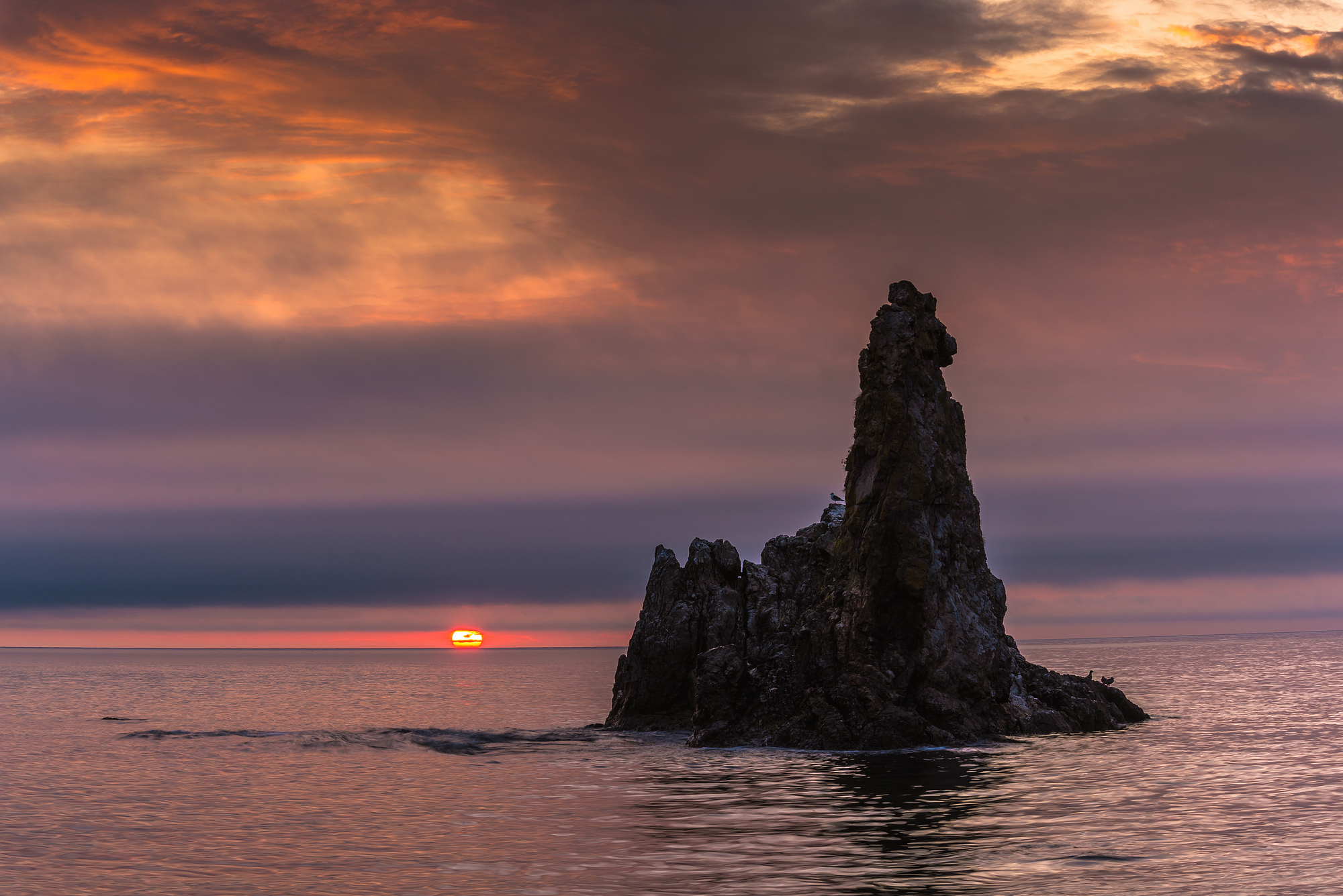
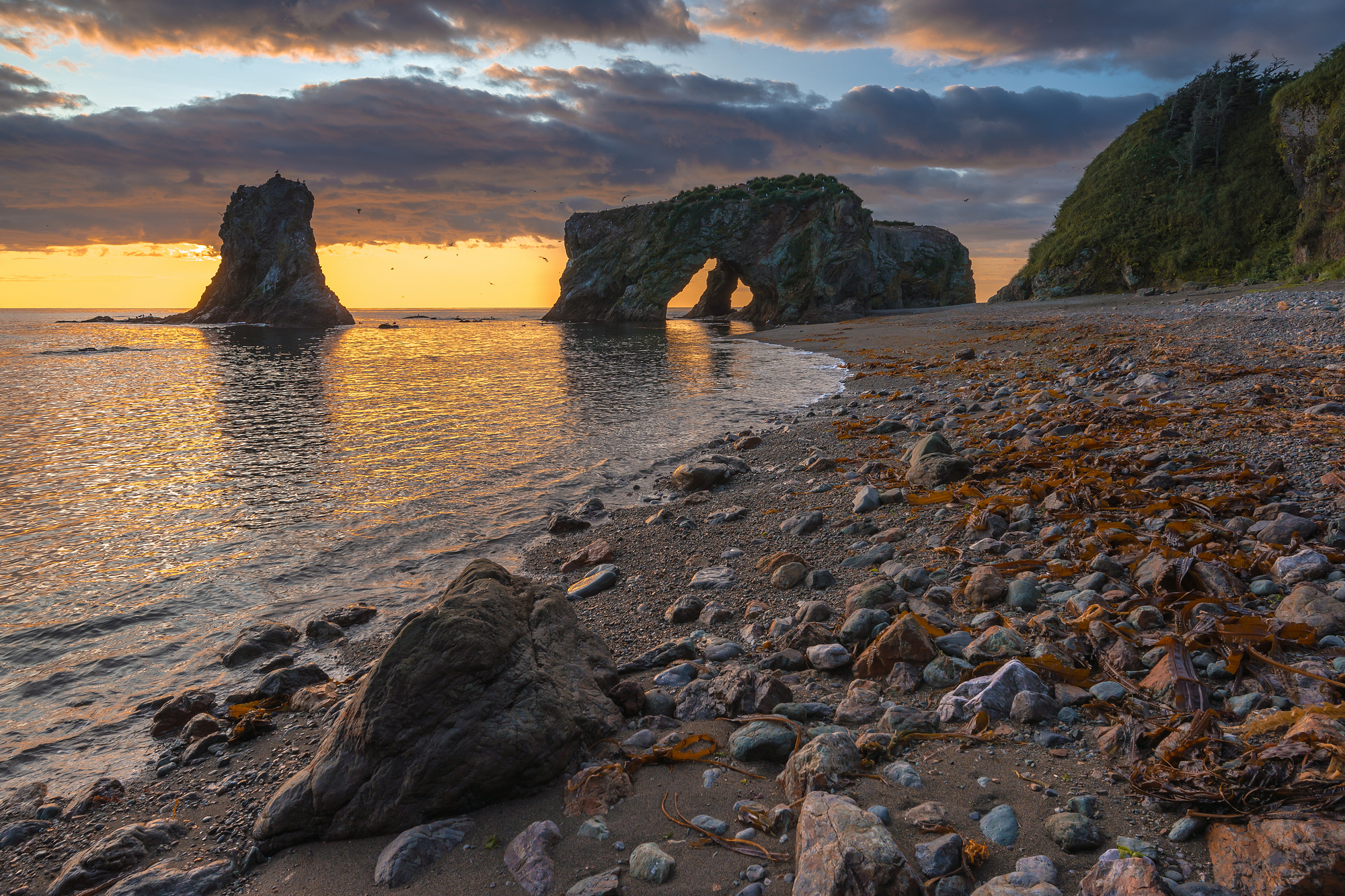